# Лабазанов Ібрагім Сулейманович
Ібрагім Сулейманович Лабазанов (рос. Ибрагим Сулейманович Лабазанов; нар. 15 вересня 1987, Велика Мартиновка, Мартиновський район, Ростовська область) — російський борець греко-римського стилю, срібний призер чемпіонату Європи, учасник Олімпійських ігор.

## Життєпис
Боротьбою почав займатися з 1999 року. У 2004 році став чемпіоном Європи серед кадетів. У 2007 році здобув срібну медаль чемпіонату світу серед юніорів.
Виступав за борцівський клуб РОУОР, Ростов-на-Дону. Тренери — Абумуслім Дугучієв (з 2001), Ашот Щубаров (з 2003), Борис Хван (з 1999).

### Родина
Молодший брат Чингіз — член збірної Росії з греко-римської боротьби, срібний призер чемпіонату Європи, чемпіон світу, володар та дворазовий срібний призер Кубку світу, бронзовий призер Європейських ігор.

## Спортивні результати на міжнародних змаганнях

### Виступи на Олімпіадах
| Змагання                    | Збірна | Вагова категорія                 | Місце |
| --------------------------- | ------ | -------------------------------- | ----- |
| Літні Олімпійські ігри 2016 | Росія  | греко-римська боротьба, до 59 кг | 16    |

### Виступи на Чемпіонатах світу
| Змагання                        | Збірна                              | Вагова категорія                 | Місце |
| ------------------------------- | ----------------------------------- | -------------------------------- | ----- |
| Чемпіонат світу з боротьби 2021 | Федерація спортивної боротьби Росії | греко-римська боротьба, до 63 кг | 10    |

### Виступи на Чемпіонатах Європи
| Змагання                         | Збірна | Вагова категорія                 | Місце  |
| -------------------------------- | ------ | -------------------------------- | ------ |
| Чемпіонат Європи з боротьби 2020 | Росія  | греко-римська боротьба, до 63 кг | Срібло |

### Виступи на Кубках світу
| Змагання                    | Збірна | Вагова категорія                 | Місце |
| --------------------------- | ------ | -------------------------------- | ----- |
| Кубок світу з боротьби 2012 | Росія  | греко-римська боротьба, до 60 кг | 6     |

### Виступи на інших змаганнях
| Змагання                                         | Збірна                              | Вагова категорія                 | Місце  |
| ------------------------------------------------ | ----------------------------------- | -------------------------------- | ------ |
| Турнір Вехбі Емре 2010                           | Росія                               | греко-римська боротьба, до 60 кг | 10     |
| Кубок Арво Хаавісто 2010                         | Росія                               | греко-римська боротьба, до 66 кг | 8      |
| Турнір Івана Піддубного 2011                     | Росія                               | греко-римська боротьба, до 60 кг | 5      |
| Кубок Владислава Пітласинські 2011               | Росія                               | греко-римська боротьба, до 60 кг | 27     |
| Кубок Вантаа з боротьби 2011                     | Росія                               | греко-римська боротьба, до 60 кг | Бронза |
| Турнір Івана Піддубного 2012                     | Росія                               | греко-римська боротьба, до 60 кг | Срібло |
| Золотий Гран-прі з боротьби 2012 (Стамбул)       | Росія                               | греко-римська боротьба, до 60 кг | Золото |
| Кубок Владислава Пітласинські 2013               | Росія                               | греко-римська боротьба, до 60 кг | Бронза |
| Всесвітні ігри бойових мистецтв 2013             | Росія                               | греко-римська боротьба, до 60 кг | Срібло |
| Меморіал Олега Караваєва 2014                    | Росія                               | греко-римська боротьба, до 59 кг | Золото |
| Кубок Владислава Пітласинські 2015               | Росія                               | греко-римська боротьба, до 59 кг | 15     |
| Золотий Гран-прі з боротьби 2015                 | Росія                               | греко-римська боротьба, до 59 кг | 13     |
| Турнір Івана Піддубного 2016                     | Росія                               | греко-римська боротьба, до 59 кг | Золото |
| Чемпіонат Росії з боротьби 2016                  | Росія                               | греко-римська боротьба, до 59 кг | Золото |
| Меморіал Олега Караваєва 2016                    | Росія                               | команда                          | Срібло |
| Чемпіонат Росії з боротьби 2017                  | Росія                               | греко-римська боротьба, до 59 кг | Бронза |
| Турнір Івана Піддубного 2018                     | Росія                               | греко-римська боротьба, до 63 кг | 7      |
| Чемпіонат Росії з боротьби 2018                  | Росія                               | греко-римська боротьба, до 63 кг | Срібло |
| Кубок Арво Хаавісто 2019                         | Росія                               | греко-римська боротьба, до 67 кг | Золото |
| Турнір Вехбі Емре і Гаміта Каплана 2021          | Росія                               | греко-римська боротьба, до 63 кг | Золото |
| Міжнародний турнір Любомира Івановича-Гедзи 2021 | Федерація спортивної боротьби Росії | греко-римська боротьба, до 63 кг | Золото |

### Виступи на змаганнях молодших вікових груп
| Змагання                                       | Збірна | Вагова категорія                 | Місце  |
| ---------------------------------------------- | ------ | -------------------------------- | ------ |
| Чемпіонат Європи з боротьби серед кадетів 2004 | Росія  | греко-римська боротьба, до 46 кг | Золото |
| Чемпіонат світу з боротьби серед юніорів 2007  | Росія  | греко-римська боротьба, до 60 кг | Срібло |